# Hans Zippert

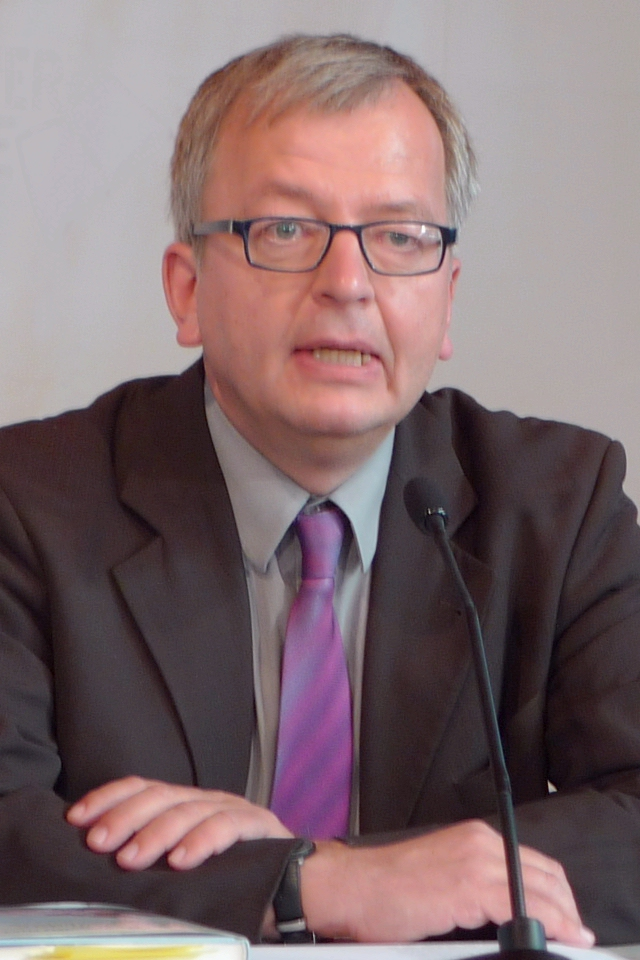
Hans Zippert (2010)

Hans Zippert (* 16. März 1957 in Bielefeld) ist ein deutscher Journalist und Satiriker.

## Leben
Zippert wurde als Sohn eines Sparkassenangestellten und einer Krankenschwester geboren und wuchs bei seiner Mutter auf, da seine Eltern bereits seit seiner Geburt nicht mehr zusammenlebten. Er legte sein Abitur am Ratsgymnasium Bielefeld mit der Abschlussnote 3,2 ab, nachdem er insgesamt drei Mal sitzen geblieben war. Schon während der Schulzeit produzierte er ein Satiremagazin namens Dreck, das u. a. in Gaststätten verkauft wurde und zuletzt eine Auflage von 3.000 Exemplaren erzielte.
Ab 1987 war Zippert Redakteur und von 1990 bis 1995 Chefredakteur der Satirezeitschrift Titanic. Von 1996 bis 1998 arbeitete er für das FAZ-Magazin und diverse Zeitschriften.
Zippert schreibt seit 1999 in der Welt die tägliche Kolumne „Zippert zappt“, für die er 2007 und 2011 mit dem Henri-Nannen-Preis ausgezeichnet wurde. Außerdem erschienen Reportagen in der Zeitschrift Stern. Für die Welt am Sonntag schreibt er wöchentlich Zipperts Wort zum Sonntag.
Zippert lebt als freischaffender Buchautor in Oberursel bei Frankfurt am Main. Er ist seit 1991 verheiratet.

## Werke
- Ein Bier geht um die Welt. Der illustrierte Kinderbuchklassiker (mit Greser & Lenz). Elefanten-Press, Berlin 1995, ISBN 3-88520-549-1
- Genschman war Engholms Lutscher bei Thomas Gottschalk. Die besten Titanic-Satiren aus sieben Jahren. 1988–1994 (als Hrsg.) Elefanten-Press, Berlin 1995, ISBN 3-88520-568-8
- Wenn Tiere verreisen (mit Bernd Pfarr). Kein & Aber, Zürich 2003, ISBN 3-0369-5215-2
- So funktioniert Deutschland. Ein Handbuch. Sanssouci, München 2004; dtv, München 2006, ISBN 3-423-20907-0
- So wird man Löwe (mit Rudi Hurzlmeier). Kein & Aber, Zürich 2005, ISBN 3-0369-5229-2
- Das Weltwissen der 48jährigen. Sanssouci, München 2006, ISBN 3-7254-1406-8
- Weihnachtsmänner frisst man nicht (mit Rudi Hurzlmeier). Kein & Aber, Zürich 2006, ISBN 3-0369-5235-7
- Die Tellerwächter oder wer das Wetter wirklich macht (mit Michael Sowa). Sanssouci, München 2008, ISBN 978-3-8363-0082-7
- Die 55 beliebtesten Krankheiten der Deutschen. Im Selbstversuch getestet. Tiamat, Berlin 2008; Heyne, München 2012, ISBN 978-3-453-59025-0
- Was macht dieser Zippert eigentlich den ganzen Tag? Aus dem Leben eines bekennenden Kolumnisten. Tiamat, Berlin 2009; Heyne, München 2011, ISBN 978-3-453-59024-3
- Löwe in love (mit Rudi Hurzlmeier). Kein & Aber, Zürich 2009, ISBN 978-3-0369-5261-1
- Deutschland retten. Fit für die nächste Krise. Sanssouci, München 2010, ISBN 978-3-8363-0227-2
- Warum Regenwürmer nicht zuhören und Eichhörnchen schlecht einparken. Zipperts Tierleben. Kosmos, Stuttgart 2010, ISBN 978-3-440-12191-7
- Aus dem Leben eines plötzlichen Herztoten. Tagebuch eines Tagebuchschreibers. Tiamat, Berlin 2011, ISBN 978-3-89320-154-9.
- Würden Sie an einer Tortengrafik teilnehmen? 199 Fragen und 197 Antworten zu den allgemeinen Geschäftsbedingungen für das Leben in Deutschland. Herausgegeben von Klaus Bittermann, Edition Tiamat, Berlin 2015, ISBN 978-3-89320-196-9
- Zippert steigt auf (mit Achim Apell). Bergwelten, Elsbethen 2019. ISBN 978-3711200068
- Wie Hitler mir das Leben rettete. Schlampige Arbeiten 1980–2030. Edition Tiamat, Berlin 2022, ISBN 978-3-89320-290-4.

## Auszeichnungen
- 2007: Henri-Nannen-Preis in der Kategorie Humor für die Kolumne „Zippert zappt“[3]
- 2011: Henri-Nannen-Preis in der Kategorie „Herausragende unterhaltsame, humorvolle Berichterstattung“ für den Text „Mich trifft der Schlag“, erschienen in „Die Welt“[4]
- 2016: Peter-Hille-Literaturpreis „Nieheimer Schuhu“[5]